# Apurtu.org
Apurtu.org va ser un mitjà de comunicació digital de Navarra a Espanya fundat el 2007 per a «evidenciar la vulneració de drets humans, civils i polítics dels presos polítics que es produeixen tant a les presons com fora d'elles». L'Audiència Nacional va començar a prohibir alguns actes polítics i van citar en diverses actuacions Apurtu.org com una web de l'entorn d'ETA.
El 2011, l'Audiència Nacional va ordenar una operació policial en què es requisa material de la web es van detenir diversos dels seus membres. Van ser acusats de ser l'aparell propagandístic d'Askatasuna i d'enaltiment del terrorisme per cobrir actes de suport de presos d'ETA. Miguel Ángel Llamas, acusat de ser el responsable de la web va ingressar a la presó, on va passar divuit mesos fins al juliol de 2012.
Després del tancament d'Apurtu.org, un grup de periodistes van obrir un nou mitjà, Ateak Ireki, per continuar amb la tasca que va quedar interrompuda amb el tancament. El nou mitjà va començar a incloure continguts de més abast, cobrint altres tipus de protestes. L'11 de novembre del 2013 es va tancar Ateak Ireki per un informa de la Guàrdia Civil, en considerar-ho successor d'Apurtu.org. El 22 de novembre del mateix any l'Audiència Nacional va arxivar el cas del tancament d'Apurtu.org i es va presentar un recurs en el cas d'Ateak Ireki, que no ha estat resolt. El 2014, periodistes dels anteriors projectes van obrir el nou mitjà Ahotsa.info.